# Bataille de Damghan
IranAfsharides contre Afghans Hotaki
La bataille de Damghan se déroula en septembre 1729, près de la ville de Damghan et opposa les rebelles perses à l'armée occupante afghane dirigée par Ashraf Khan de la dynastie Hotaki. Le contingent perse, dirigé par Nader Chah, était majoritairement issu de tribus Afshar turcophones, tandis que l'armée afghane était majoritairement issue de la tribu pachtoune des Ghilzai. Cette bataille fut suivie par l'affrontement de Murcheh-Khort, village près d'Ispahan.
Les forces de Nadir Beg sortirent victorieuses des deux affrontements ; ce qui permit de chasser la dynastie Hotaki du trône perse et de contraindre ses troupes à se replier sur leur territoire du sud de l'Afghanistan.